# Patric Leitner
Patric-Fritz Leitner (Berchtesgaden, 23 februari 1977) is een voormalig Duits rodelaar. Leitner vormde een koppel samen met Alexander Resch.
Leitner werd in 1999 in eigen land wereldkampioen in het dubbel. Een jaar later op de natuurijsbaan van Sankt Moritz prolongeerden Leitner en Resch hun wereldtitel.
Leitner en Resch wonnen tijdens de Olympische Winterspelen 2002 de gouden medaille.
In 2004 en 2007 werden Leitner en Resch wederom wereldkampioen.
In 2010 wonnen Leitner en Resch olympisch brons.
Leitner en Resch wonnen zesmaal het eindklassement van de wereldbeker rodelen

## Resultaten

### Wereldkampioenschappen
| Jaar | Plaats       | Resultaat                |
| ---- | ------------ | ------------------------ |
| 1999 | Königssee    | dubbel · landenwedstrijd |
| 2000 | Sankt Moritz | dubbel · landenwedstrijd |
| 2001 | Calgary      | landenwedstrijd          |
| 2003 | Sigulda      | dubbel · landenwedstrijd |
| 2004 | Nagano       | dubbel · landenwedstrijd |
| 2005 | Park City    | dubbel                   |
| 2007 | Igls         | dubbel · landenwedstrijd |

### Olympische Winterspelen rodelen
| Jaar | Plaats         | Resultaat |
| ---- | -------------- | --------- |
| 2002 | Salt Lake City | dubbel    |
| 2006 | Turijn         | 6e dubbel |
| 2010 | Vancouver      | dubbel    |

1964: Josef Feistmantl / Manfred Stengl ·
1968: Klaus-Michael Bonsack / Thomas Köhler ·
1972: Paul Hildgartner / Walter Plaikner & Horst Hörnlein / Reinhard Bredow ·
1976: Hans Rinn / Norbert Hahn ·
1980: Hans Rinn / Norbert Hahn ·
1984: Hans Stanggassinger / Franz Wembacher ·
1988: Jörg Hoffmann / Jochen Pietzsch ·
1992: Stefan Krauße / Jan Behrendt ·
1994: Kurt Brugger / Wilfried Huber ·
1998: Stefan Krauße / Jan Behrendt ·
2002: Patric Leitner / Alexander Resch ·
2006: Andreas Linger / Wolfgang Linger ·
2010: Andreas Linger / Wolfgang Linger ·
2014: Tobias Wendl / Tobias Arlt ·
2018: Tobias Wendl / Tobias Arlt ·
2022: Tobias Wendl / Tobias Arlt